# 박술음
박술음(朴術音, 1902년 1월 5일~1983년 2월 13일)은 대한민국의 영문학자이다.

## 생애
1919년, 3·1운동에 참가했다는 이유로 당시 재학 중이던 송도고등보통학교에서 퇴학당했다. 이후에는 당시 외국선교사들과 접촉이 잦았던 할아버지의 영향으로 영어에 관심을 갖게 되며 연희전문학교 영문과에 나온 뒤 1924년에 휘문고등보통학교 영어교사로 부임했다.
6·25전쟁 중인 제자인 백두진의 천거로 사회부장관으로 발탁되면서 해외원조기관에 도움을 구하며 원조를 얻기도 했다.
장관 퇴임 이후에는 1955년 한국외국어대학 교수 및 총장으로 부임했다.
사후에는 그의 제자들이 중심으로 추모사업추진위원회가 결성되며 그의 동상이 제작되었다.

## 저서
- 《Model English Lessons》 3권(1959)
- 《Model English Grammar》(1965)
- 《학습영문법》(1981)